# صموئيل ماكين
صموئيل ماكين (بالإنجليزية: Samuel McKean) (و. 1787 – 1841 م) هو سياسي من الولايات المتحدة الأمريكية .
تولى منصب عضو مجلس الشيوخ الأمريكي .وهو عضو في الحزب الديمقراطي الأمريكي .